# Roza in modra
Roza in modra (francosko Les Demoiselles Cahen d'Anvers ali Alice in Elisabeth Cahen d'Anvers) je oljna slika francoskega impresionista Pierre-Augusteja Renoirja. Slika, ki je nastala v Parizu leta 1881in prikazuje sestri Alice in Elisabeth, hčerki Louise Cahen in njenega moža judovskega bančnika Louisa Rafaela Cahena iz Antwerpna. Velja se za eno izmed najbolj priljubljenih del v zbirki Muzeja umetnosti São Paulo, kjer se je ohranila od leta 1952.

## Alice in Elisabeth Cahen d’Anvers
Renoir je predstavil dve hčerki Louise Cahen in njenega bankirskega moža Louisa Raphaela Cahena iz Antwerpna, blondinko Elisabeth, rojeno decembra 1874 in mlajšo Alice, rojeno februarja 1876, ko sta bili stari šest in pet let. Umetnik je ustvaril številne portrete za družine takratne pariške judovske skupnosti in Louisa Cahena iz Antwerpna, ki se je poročil z Louise de Morpurgo, potomko bogate tržaške družine, je bil eden najbolj bogatih. 
Renoirju je bilo naročeno, naj pripravi številne portrete za to družino, ki jo je srečal prek zbiratelja Charlesa Ephrussija, ki je bil lastnik Gazette des Beaux-Arts in tudi Louisein ljubimec . Ideja je bila, da naredi posamezne portrete vsake hčerke. Renoir je portretiral najstarejšo hčerko Irene v sliki Portret Irène Cahen d'Anvers , ki jo danes hrani Fundaciji E.G. Bührle v Zürichu. Potem se je družina odločila, da bosta drugi dve sestri naslikani skupaj. Louise je plačala Renoirju 1500 frankov za sliko .
Camesasca pravi, da je bilo do konec februarja 1881 veliko poziranj, po katerih je Renoir odšel v Alžir . Več desetletij kasneje se najmlajša od modelov spomni, da je »dolgočasje sedečih poziranj nadomestil užitek oblačenja elegantne čipkaste obleke« .
Alice je živela leta 1965 in umrla v Nici stara 89 let. Leta 1895 se je Alice poročila s častnikom britanske vojske Charlesom Verejem Ferrersom Townshendom, ki je leta 1916 umrl v Kut al Amari. Elizabeth je imela tragično usodo. Po ločitvi od prvega moža Jeana de Forcevilla, se je poročila z Alfredom Emilejem Denfertom Rochereauom, od katerega se je kasneje tudi ločila. Leta 1987 je med razstavo zbirke umetniškega muzeja São Paulo v fundaciji Pierre Gianadda v Martignyju v Švici, je Elisabethin nečak Jean de Monbrison napisal pismo muzeju o njenem tragičnem koncu: kljub spreobrnjenju v katolištvo v mladosti, je bila poslana v Auschwitz zaradi judovskega rodu in je umrla v koncentracijskem taborišču marca 1944, stara 69 let.